# Thilafushi

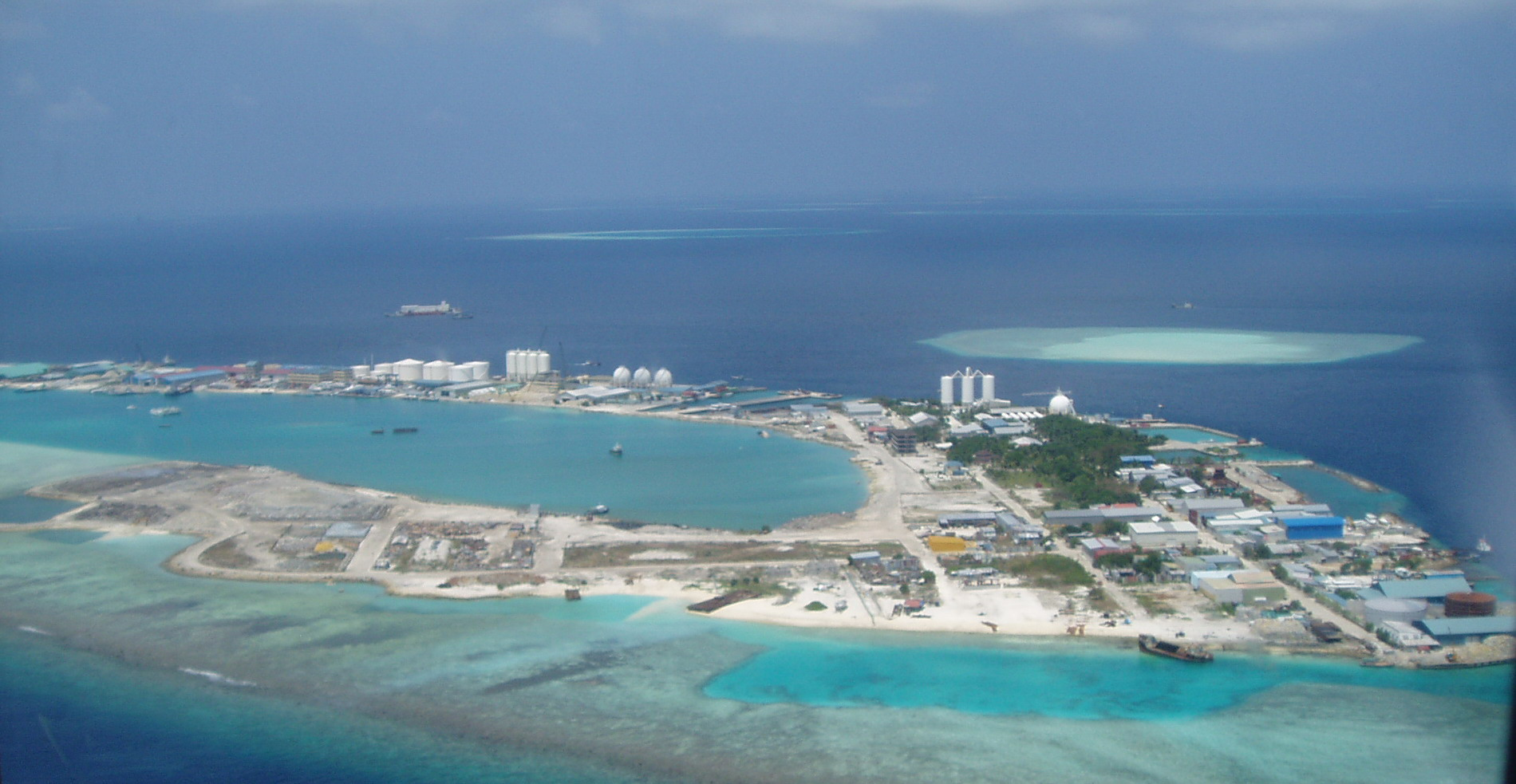
Luchtfoto van het eiland Thilafushi, met het industriegebied rechts en de vuilnisbelt links vooraan

Thilafushi is een kunstmatig eiland, behorende tot de Maldiven op ongeveer 7 kilometer van ten westen van het hoofdeiland Malé. Het eiland heeft een oppervlakte van 0,43 km² en is in 1992 ontstaan om een oplossing te bieden voor de groeiende hoeveelheid geproduceerd afval op de Malediven. Aanvankelijk werd het afval begraven in gaten van 1000 kubieke meter, waarbij het vrijgekomen zand werd gebruikt om het eiland op te hogen. Later werd het afval op een grote afvalberg gedumpt op het zuidelijke deel van het eiland. Het resterende deel van het eiland kwam steeds meer in gebruik voor zware industrie.